# VI Festival Mundial de la Juventud y los Estudiantes
El VI Festival Mundial de la Juventud y los Estudiantes tuvo lugar durante 1957 en Moscú, capital entonces de la Unión de Repúblicas Socialistas Soviéticas. Organizada por la Federación Mundial de la Juventud Democrática (FMJD), la sexta edición de su festival reunió a cerca de 34.000 jóvenes de 131 países bajo el lema "¡Por la paz y la amistad!". La decisión de celebrar el VI Festival en este Estado socialista provocó la reacción de los Estados miembro de la OTAN, que amagaron con la realización de un contrafestival como boicot.
La Unión Soviética celebraba por esos días el XL Aniversario de la Revolución de Octubre y las calles moscovitas habían sido decoradas a tal fin con un mar de banderas rojas. Al igual que ediciones anteriores, la Federación Mundial de la Juventud Democrática buscó dar fe de la reconstrucción del país luego de las enormes pérdidas que supuso la Gran Guerra Patria, nombre dado en la Unión Soviética al Frente Oriental de la Segunda Guerra Mundial.
Durante el Festival se hizo famosa la canción Noches de Moscú ejecutada por el actor y cantante ruso Vladímir Troshin.